# Vladimir Šestakov
Vladimir Zaripzjanovič Šestakov (rusky Владимир Шестаков), (* 30. ledna 1961 v Lesoučastoku, Sovětský svaz) je bývalý sovětský a ruský zápasník – judista, stříbrný olympijský medailista z roku 1988.

## Sportovní kariéra
Jako většina ruských judistů začínal v 11 letech se sambem. Své sportovní začátky má spojené s městem Kueda. S judem se seznámil během základní vojenské služby a po návratu z vojny se mu naplno věnoval. Připravoval se v Permu pod vedením Valerije Luzina. V roce 1982 se stal širším členem seniorské reprezentace v polostřední váze, ve které byl reprezentační jedničkou Šota Chabareli. V roce 1985 se mu Chabareliho podařilo z této pozice sesadit a na mistrovství světa bral třetí místo. V roce 1986 však utrpěl vážné zranění kolene a po návratu jeho místo zaujal hvězdný Bašir Varajev.
Do olympijského roku 1988 šel o váhu nahoru do střední váhy. Této váze vládl Bělorus Vitalij Pesňak, na jehož místo si brousili zuby Alexandr Sivcev a talentovaný Viktor Poddubnyj. Na začátku roku 1988 se s ním nepočítalo, navíc potom co neuspěl na domácím mistrovství. Na jaře však odjel na světový pohár do Maďarska, kde porazil západoevropskou špičku v čele s Francouzem Canu a Rakušanem Seisenbacherem a turnaj vyhrál. První konkurent o olympijské hry v Soulu Sivcev odpadl v květnu, po nezdaru na mistrovství Evropy v Pamploně (skončil bez medaile). Podubného trenéři zlákali do polotěžké váhy, ve které se Sovětská jednička Koba Kurtanydze nestihl zotavit ze zranění. Na světovém poháru v Tbilisi, se tak o nominaci rozhodovalo mezi ním a Pesňakem. Bělorusovi se turnaj na rozdíl od něho nevydařil a nominaci do Soulu nakonec tvrdě vybojoval. Týden před olympijskými hrami si však během přípravy natrhl stehenní sval. Jeho trenér Luzin z obavy aby o nominaci nepřišel vážnost zranění zastřel. Na olympijském turnaji měl za úkol nastoupit k prvnímu zápasu a odstoupit kvůli zranění. V prvním kole proti němu stál neznámý téměř dvoumetrový amatér z Fidži Basalusalu. Přišlo mu škoda prohrát zápas s neznámým sportovcem a po postupu do druhého kola se v dalších kolech probránil až do finále. Rozhodčí pro něho zvedali praporky a ve finále proti Rakušanu Seisenbacherovi měli opět praporky připravené. Hantei však počtvrté v řadě nedopadl a získal stříbrnou olympijskou medaili.
V roce 1992 byl opět v plné síle bojovat o letenku na olympijské hry v Barceloně, ale nominaci prohrál s Olegem Malcevem. Vzápětí ukončil sportovní kariéru. Věnoval se trenérské a funkcionářské práci. Jako trenér působil například několik let v Bari v Itálii. Po návratu do Ruska byl jedno období zvolen za prezidenta Ruské judistické federace.

## Výsledky
| Turnaj             | 1985        | 1986        | 1987        | 1988         | 1989         | 1990         | 1991         | 1992         |
| Turnaj             | 24          | 25          | 26          | 27           | 28           | 29           | 30           | 31           |
| Turnaj             | polostřední | polostřední | polostřední | střední váha | střední váha | střední váha | střední váha | střední váha |
| ------------------ | ----------- | ----------- | ----------- | ------------ | ------------ | ------------ | ------------ | ------------ |
| Olympijské hry     |             |             |             | 2.           |              |              |              | —            |
| Mistrovství světa  | 3.          |             | —           |              | —            |              | —            |              |
| Mistrovství Evropy | 5.          | —           | —           | —            | —            | —            | —            | 7.           |